# عطر (فیلم ۱۹۷۵)
عطر (به هندی: Sharafat Chod Di Maine) یا خوشبو فیلمی محصول سال ۱۹۷۵ و به کارگردانی گلزار است. در این فیلم بازیگرانی همچون جیتندرا، هما مالینی، شارمیلا تاگور، آسرانی، دورگا کوته، ساریکا، لیلا میشارا ایفای نقش کرده‌اند.